# Loreauville
Loreauville – wieś w Stanach Zjednoczonych, w stanie Luizjana, w parafii Iberia.